# Стрельна (станция)
Стре́льна — железнодорожная станция Октябрьской железной дороги в посёлке Стрельна на участке Санкт-Петербург — Калище. Находится в 23 км от Балтийского вокзала.

## История
Здание вокзала строилось в 1854—1857 годах по проекту известного архитектора Н. Л. Бенуа.
Открыта в 1857 году. Проект деревянных навесов для пассажиров на перронах принадлежит архитектору С. Н. Лазареву-Станищеву.
В «Статистико-экономическом обзоре местностей, тяготеющих к железным дорогам С.-Петербургского района», составленном В. Ф. Мейеном (1912), указывается следующий объем пассажирских перевозок: в 1909 году: прибыло 395 459 человек, отправлено — 398 397 человек; в 1910 году — 608 934 и 610 012 соответственно.
В 1933 году через станцию прошла электрификация от ст. Ленинград-Балтийский до ст. Ораниенбаум-I. Это был первый электрифицированный участок на Октябрьской железной дороге. Тогда напряжение в контактной сети составляло 1,5 кВ постоянного тока. 
В 1948 году после разрушений в результате боевых действий во время ВОВ было восстановлено движение электросекций.
В 1967 году этот участок был переведён на напряжение 3,3 кВ постоянного тока.

## Фотографии

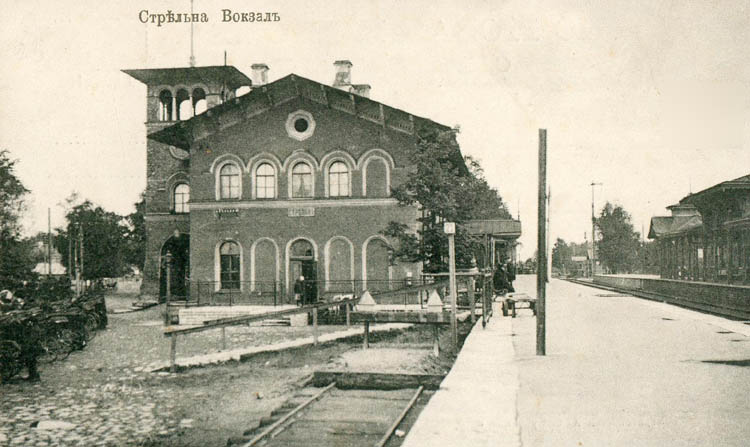
Дореволюционная фотография вокзала Стрельны
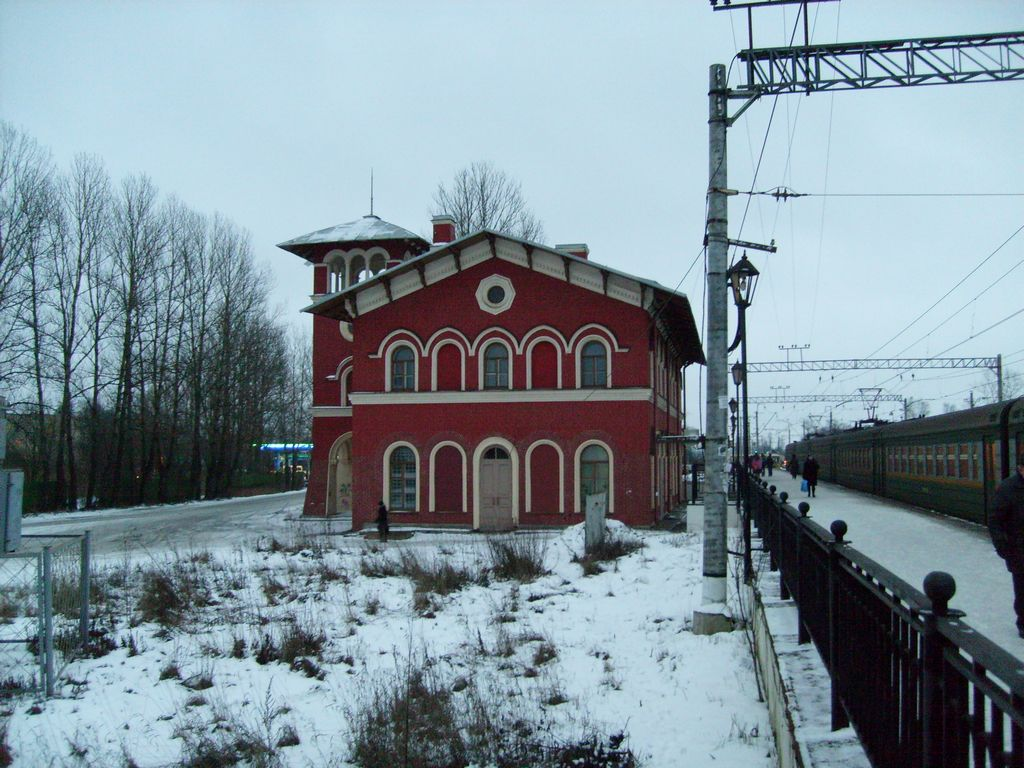
Современная фотография вокзала